# Pjotr Wrangel
Pjotr Nikolajevitj Wrangel (ryska: Пётр Никола́евич Вра́нгель; tyska: Freiherr Peter von Wrangel), även känd som Svarte baronen, född 27 augusti (enl. n.s; 15 augusti enl. g.s.) 1878 i Novoaleksandrovsk i guvernementet Kovno, Kejsardömet Ryssland, död 25 april 1928 i Bryssel, Belgien, var balttysk baron, kavallerigeneral och kontrarevolutionär ledare under ryska inbördeskriget.

## Biografi
Efter bergsingenjörsexamen och en tids verksamhet vid sibiriska gruvfält deltog Wrangel i det rysk-japanska kriget 1904–1905. Därefter ägnade han sig åt officersyrket. Wrangel utmärkte sig sedermera i första världskriget och steg till divisionsgeneral vid kosacktrupperna. 
Efter oktoberrevolutionen deltog Wrangel i Kornilovs och Denikins kontrarevolutionära fälttåg i Sydryssland. Denikin utnämnde honom till underbefälhavare. Efter Denikins nederlag föregående år till 1920 övertog Wrangel den 4 april 1920 befälet över den sydryska delen av Vita armén och lät kalla sig riksföreståndare. Under våren och sommaren 1920, samtidigt med det polsk-sovjetiska kriget, vann Wrangel framgångar och uppvisade en otvivelaktig ledarförmåga. 
Efter att ett stilleståndsavtal slutits mellan Sovjetregimen och Polen i oktober 1920 kunde bolsjevikerna sätta in överlägsna krafter mot Wrangels front. Längst uppehöll Wrangel sig på Krim, men efter genombrottet i början av november 1920 vid Perekopnäset måste han rymma fältet. Den 14 november lämnade Wrangel med större delen av sin armé samt talrika flyktingar Sevastopol. Resterna av Wrangels armé var därefter under några år förlagda i Jugoslavien och Bulgarien men upplöstes definitivt 1926. Wrangel slog sig därefter ner i Bryssel, där han avled 1928; hans familj hävdade att han förgiftades av sovjetiska agenter.